# Global Operations
Global Operations là tựa game bắn súng góc nhìn người thứ nhất do hãng Barking Dog Studios phát triển và Crave Entertainment cùng Electronic Arts phát hành vào năm 2002.

## Cốt truyện
Thế giới vẫn chưa bình yên, các lực lượng ly khai vẫn luôn nuôi tham vọng phá hoại và gây dựng thế lực. Nhưng đâu phải quốc gia nào cũng có thể bảo vệ chủ quyền và sinh mạng của dân thường bằng khả năng quân sự của mình. Vì thế "Lực lượng toàn cầu" - Global Operations (GO), vào cuộc với những đặc vụ hết sức nguy hiểm trải dài từ châu Á sang châu Âu, từ Nga cho đến Peru..., sáu thành viên của GO với điểm mạnh, điểm yếu riêng nhưng khi hợp sức sẽ tạo thành một lực lượng rất mạnh, cộng với trang thiết bị hiện đại đủ sức đối đầu bất cứ thế lực xấu nào.

## Lối chơi
Global Operations thật sự cuốn hút người chơi ngay từ khâu chọn vũ khí bắt đầu nhiệm vụ mới. Vũ khí, quân trang rất thật và đa dạng với hơn 60 loại, từ AK47 quen thuộc cho đến phóng lựu 69A1. Với các khoản tiền thưởng, người chơi có thể chọn cho mình những vũ khí tối tân hơn và tất nhiên hoàn thành nhiệm vụ nhanh hơn. Game có ba loại đặc nhiệm cho người chơi lựa chọn gồm Heavy gunner với khả năng vác tiểu liên hạng nặng mà không hề giảm tốc độ di chuyển, Sniper có khả năng nhắm mục tiêu chính xác hơn đồng đội khác và Medic với kỹ năng cứu thương mau chóng... Và những khả năng này sẽ phát huy tối đa khi các chủng loại phối hợp tác chiến.
Global Operations có hệ thống menu nhanh để người chơi nhanh chóng gọi đồng đội tiếp viện, tiếp cận mục tiêu, hoặc gọi cứu thương... AI của các đồng đội rất khá, họ có khả năng yểm trợ khi bị tấn công, hồi phục máu khi người chơi bị thương. Đối phương cũng rất thông minh, chúng đợi đồng bọn tập trung đông mới ùa lên; thấy nguy hiểm, chúng lập tức rút lui; nếu không sẽ liều lĩnh xông lên, quăng lựu đạn để cùng chết. Đối thủ máy tỏ ra hết sức khó chịu, đòi hỏi người chơi phải ứng phó thật nhanh và bình tĩnh nên cảm giác đấu súng trong game mang tính thử thách cao độ.
Mỗi nhiệm vụ đều có một khoảng thời gian quy định, ở chế độ dễ (easy) hay bình thường (normal) thì khá dễ nhưng khi chơi ở mức khó (hard) thì máy bắn cực kỳ ghê gớm và việc hoàn thành nhiệm vụ đúng thời gian không hề dễ chút nào. Lúc này sự trợ giúp từ đồng đội máy sẽ hết sức cần thiết. Nhiệm vụ trong game cũng khá đa dạng, khi giải cứu con tin, lúc lại phá hủy mục tiêu, gỡ bom hoặc tiêu diệt thủ lĩnh đối phương. Khiến người chơi có cảm giác hưng phấn vì không chỉ chạy và bắn như những game khác. Bên cạnh đó, phần chơi mạng cũng được thể hiện rất tốt. Hệ thống vũ khí đa dạng và số màn chơi phong phú. Người chơi có thể phối hợp để thực hiện nhiệm vụ hay đơn giản đấu súng thể hiện bản lĩnh của từng bên.

## Nhận định
Hình ảnh của Global Operations thuộc dạng khá. Nhân vật được thể hiện khá chi tiết, nội thất, hiệu ứng sau nổ đều thể hiện rất tốt. Đặc biệt, hình ảnh vũ khí được chăm chút rất thật và đẹp, nhìn rất thích mắt, tạo hứng thú không nhỏ khi chơi game. GO là game cũ nên các cảnh nền đằng xa nhiều lúc chỉ là hình 2D, tư thế các xác chết không tự nhiên và đôi khi còn mắc lỗi chạy xuyên vật thể. Tiếng súng, tiếng rít của đạn... được thể hiện rất đạt. Điểm trừ nằm ở phần nhạc nền (hầu như không có), giảm phần nào hưng phấn của người chơi trong những pha đấu súng nghẹt thở.